# Xenopus largeni
Xenopus largeni es una especie de anfibio anuro de la familia Pipidae.

## Distribución geográfica
Esta especie es endémica del centro de Etiopía. Se encuentra a gran altura a ambos lados del Gran Valle del Rift. 
Se encuentra a 2650 m sobre el nivel del mar

## Etimología
Esta especie lleva el nombre en honor a Malcolm John Largen.

## Publicación original
- Tinsley, 1995 : A new species of Xenopus (Anura: Pipidae) from the highlands of Ethiopia. Amphibia-Reptilia, vol. 16, p. 375-388.[4]